# Fish Creek
Pour les articles homonymes, voir Bataille de Fish Creek.
Fish Creek (726 habitants) est une localité du État du Victoria, en Australie à 169 km au sud-est de Melbourne et à 35 km au sud-ouest de Leongatha. Elle est située dans le sud du Gippsland au nord-ouest de la péninsule de Wilson sur la Promontory Road.

## Référence
- Statistiques sur Fish Creek